# Peter Waddell
Peter J. Waddell (* um 1938) ist ein englischer Badmintonspieler. 

## Karriere
Peter Waddell gewann in England vier nationale Juniorentitel. 1960 siegte er bei den Dutch Open, 1961 bei den Swedish Open und 1963 bei den Irish Open.

## Sportliche Erfolge
| Saison | Veranstaltung                             | Disziplin    | Platz | Name                           |
| ------ | ----------------------------------------- | ------------ | ----- | ------------------------------ |
| 1956   | England: Einzelmeisterschaft der Junioren | Herreneinzel | 1     | Peter Waddell                  |
| 1956   | England: Einzelmeisterschaft der Junioren | Herrendoppel | 1     | Peter Waddell / A. E. Flashman |
| 1957   | England: Einzelmeisterschaft der Junioren | Mixed        | 1     | Peter Waddell / Heather Ward   |
| 1957   | England: Einzelmeisterschaft der Junioren | Herrendoppel | 1     | Peter Waddell / D. Winthorp    |
| 1957   | English Invitation Tournament             | Herreneinzel | 1     | Peter Waddell                  |
| 1958   | Surrey Championships                      | Herreneinzel | 1     | Peter Waddell                  |
| 1958   | Middlesex Championships                   | Herreneinzel | 1     | Peter Waddell                  |
| 1958   | Middlesex Championships                   | Herrendoppel | 1     | John Best / Peter Waddell      |
| 1960   | Dutch Open                                | Herrendoppel | 1     | John Best / Peter Waddell      |
| 1960   | English Invitation Tournament             | Herreneinzel | 1     | Peter Waddell                  |
| 1961   | English Invitation Tournament             | Herreneinzel | 1     | Peter Waddell                  |
| 1961   | Swedish Open                              | Herrendoppel | 1     | Tony Jordan / Peter Waddell    |
| 1963   | Irish Open                                | Herrendoppel | 1     | Tony Jordan / Peter Waddell    |